# Ferdinand von Hebra
Ferdinand von Hebra (født 7. september 1816 i Brünn, død 5. august 1880 i Wien) var en østerrigsk dermatolog. 
Hebra studerede i Graz og Wien, blev 1841 Dr. med. med en afhandling om trepanation af kraniet med særligt hensyn til Wattmans metode, og forsøgte derefter at blive retsmediciner og var assistent ved professoratet i statsmedicin. Da der ikke var nogen vej til ansættelse i dette fag, og det også mislykkedes for ham at gå den kirurgiske vej, blev han reservelæge ved Škodas afdeling for brystsygdomme, til hvilken der var knyttet en afdeling for hudlidelser. Škoda havde i Paris set, hvorledes man udskilte de dermatologiske patienter fra de intern medicinske og de veneriske fra de kirurgiske, og han ønskede nu at 
gennemføre samme system. Hebra fik hudsygdommene under sig, von Zeissl de veneriske, og med denne ordning indlededes en ny periode i dermatologien under Wien-skolens ledelse. 
Hebras indsats i denne var dels, at han indførte eksperimentelle undersøgelser i dermatologien, at han bekæmpede teorierne om hudsygdommenes dyskrasiske og metastatiske oprindelse og hævdede dem som lokale, delvis parasitære lidelser, at han udformede typiske sygdomsbilleder og angav en rationel behandlingsmåde. Stor betydning for Østerrig fik hans bekæmpelse af fnat og af visse professionelle hudsygdomme. Han var en ivrig talsmand for vaccinationen, der aldrig var blevet obligatorisk i Østerrig. Han beskrev lichen ruber (der dog tidligere under et andet navn var beskrevet af franskmændene), rhinoskleromet, prurigo og flere andre hudsygdomme, og han indførte vandsengen ved forbrændinger. Han skrev en mængde værker, blandt andet Versuch einer auf pathologische Anatomie gegründeten Eintheilung der Hautkrankheiten (1845), Atlas der Hautkrankheiten (1856—76) og Acute Exantheme und Hautkrankheiten (1860). Blandt hans talrige elever var svigersønnen Moritz Kaposi en af de mest kendte.